# Кайнарлы (Кербулакский район)
Кайнарлы (каз. Қайнарлы, до 2017 г. — Водное) — село в Кербулакском районе Жетысуской области Казахстана. Входит в состав Каспанского сельского округа. Находится на реке Биже. Код КАТО — 194647200.

## Население
В 1999 году население села составляло 235 человек (128 мужчин и 107 женщин). По данным переписи 2009 года, в селе проживало 218 человек (105 мужчин и 113 женщин).